# Kraftfahrer

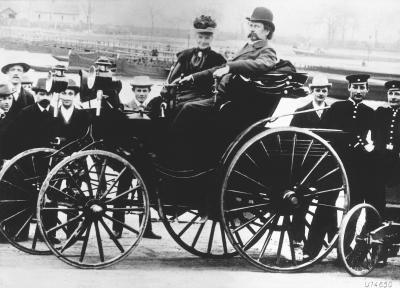
Kraftfahrer Ende des 19. Jahrhunderts in Deutschland: Bertha Benz und Carl Benz

Als Kraftfahrer, Kraftfahrzeugführer, Kfz-Führer wird die Person (Fahrzeugführer) bezeichnet, die ein Kraftfahrzeug (beispielsweise PKW, LKW oder Omnibus) führt. In der Schweiz werden auch die Begriffe Automobilist, Autolenker oder Führer eines Motorwagens verwendet. Ein Kraftfahrer, der einen Personenwagen lenkt, wird umgangssprachlich als Autofahrer bezeichnet. Neben Automobilist wurde Anfang des 20. Jahrhunderts auch die eingedeutschte Form Autler verwendet, die aber nicht mehr verwendet wird.
Kraftfahrer kommen in uneinheitlicher Weise mit den Gesetzen zur Regelung des Straßenverkehrs in Berührung. Hierbei handelt es sich beispielsweise in Deutschland um das StVG, die StVO, die StVZO und die FeV. In Österreich sind es das KFG, das FSG und die StVO, in der Schweiz und in Liechtenstein vor allem das SVG, die VRV, SSV oder die VTS. 
In Deutschland ist ein Kraftfahrzeugführer i. S. d. § 18 StVG, wer das Fahrzeug lenkt und die tatsächliche Gewalt über das Steuer hat. Kraftfahrzeugführer ist, wer unter eigener Verantwortung ein Kraftfahrzeug leitet, d. h. betriebswichtige Verrichtungen ausführt, die erforderlich sind, damit die bestimmungsgemäßen Triebkräfte des Kraftfahrzeugs zur Fortbewegung auf dasselbe Einwirken können, z. B. Kuppeln, Lenken, Bremsen, Gas geben, Anlassen, Lösen der Handbremse. 
Üblicherweise benötigt man als Kraftfahrer zum Führen oder Lenken von Kraftfahrzeugen auf öffentlichem Grund eine Fahrerlaubnis (Lenkberechtigung, Fahrberechtigung) und einen Führerschein (Führerausweis), der eine vorhergehende Ausbildung und Prüfung sowie die Fahreignung voraussetzt.

## Geschichte
Bertha Benz steuerte ein Fahrzeug erstmals im August 1888 über eine etwa 107 Kilometer lange Strecke von Mannheim nach Pforzheim und war damit der erste Mensch, der eine solche Langstreckenfahrt unternahm.
Saudi-Arabien war weltweit bis 2018 das einzige Land, in dem es nur Männern gestattet war, Kraftfahrzeuge zu steuern.  Vereinzelt wurde bis 2018 das Verbot von wenigen Frauen gebrochen. Ende 2014 kündigte die saudi-arabische Regierung an, Frauen ab 30 Jahren das alleinige Führen eines Kraftfahrzeuges künftig zu erlauben. Die Erlaubnis wurde 2018 dann den Frauen erteilt.